# Вебйорн Гофф
Вебйорн Алвестад Гофф (норв. Vebjørn Alvestad Hoff, нар. 13 лютого 1996, Олесунн, Норвегія) — норвезький футболіст, центральний півзахисник клубу «Ліллестрем».

## Клубна кар'єра
Вебйорн Гофф народився у місті Олесунн. Грати у футбол почав у місцевому однойменному клубі, де грав у молодіжній команді. З 2014 року півзахисника стали залучати до матчів першої команди. Провівши в клубі чотири сезони Гофф перебрався в клуб «Одд» у 2018 році.
Перед початком сезону 2021 року футболіст приєднався до клубу «Русенборг», підписавши з клубом трирічний контракт. 9 травня відбувся дебют Гоффа у новій команді.

## Збірна
З 2013 року Вебйорн Гофф викликався на матчі юнацьких та молодіжної збірних Норвегії.